# 滑石
滑石（英語：Talc或talcum）是一种粘土矿物，化学式为Mg3Si4O10(OH)2。滑石粉通常与玉米淀粉结合，用作婴儿爽身粉。这种矿物用作增稠剂和润滑剂。它是陶瓷、油漆和屋顶材料中的一种成分。它是许多化妆品的主要成分。
基于划痕硬度比较的莫氏硬度标度将值1定义为最软矿物滑石的硬度。当在条痕板上刮擦时，滑石会产生白色条痕；这个指标并不重要，因为大多数硅酸盐矿物都会产生白色条痕。滑石是半透明到不透明的，颜色从灰白色到绿色，具有玻璃和珍珠光泽。滑石不溶于水，微溶于稀无机酸。
皂石是一种主要由滑石组成的变质岩。

## 發現

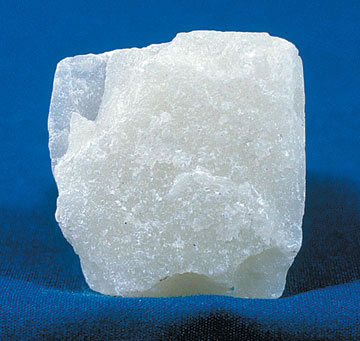
一块滑石

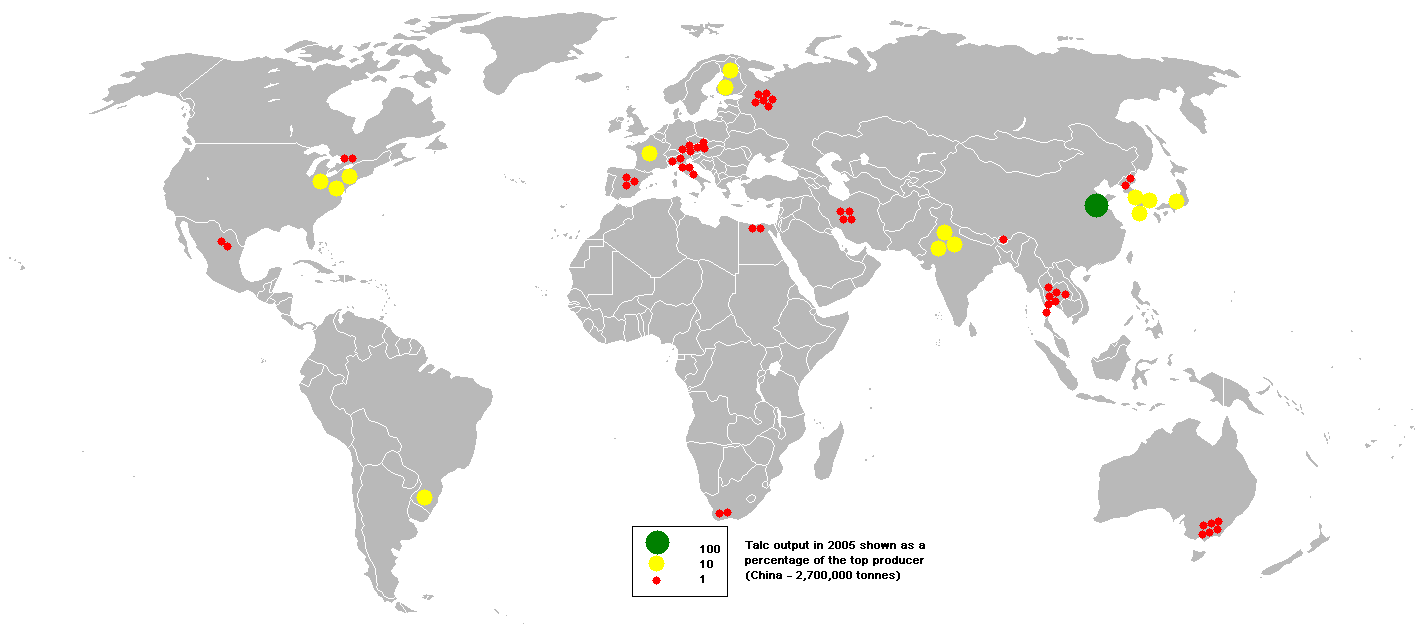
2005年滑石产量

滑石是变质带中常见的变质矿物，其中含有超基性岩，例如皂石（一种高滑石岩），以及白片岩和蓝片岩变质地层中。白片岩的主要例子包括美国西部的方济各会变质带、西欧尤其是意大利的阿尔卑斯山、马斯格雷夫山的某些地区，以及沿巴基斯坦、印度、尼泊尔和不丹延伸的喜马拉雅山等一些碰撞造山带。
滑石碳酸盐超基性岩是古生代板块许多地区的典型特征，特别是西澳大利亚伊尔干克拉通的科马提岩带。澳大利亚东部的拉克兰褶皱带、巴西圭亚那地盾以及土耳其阿曼和中东的蛇绿岩带也已知有滑石碳酸盐超基岩。
中国是世界主要的滑石和滑石生产国，产量约为220万吨（2016年），占全球总产量的30%。其他主要生产国是巴西（12%）、印度（11%）、美国（9%）、法国（6%）、芬兰（4%）、意大利、俄罗斯、加拿大和奥地利（各2%）。

## 冲突矿物
滑石在阿富汗楠格哈尔省有争议的地区开采，导致国际监测组织全球证人宣布滑石为冲突资源，因为利润被用于资助塔利班和伊斯兰国之间的武装对抗。

## 用途

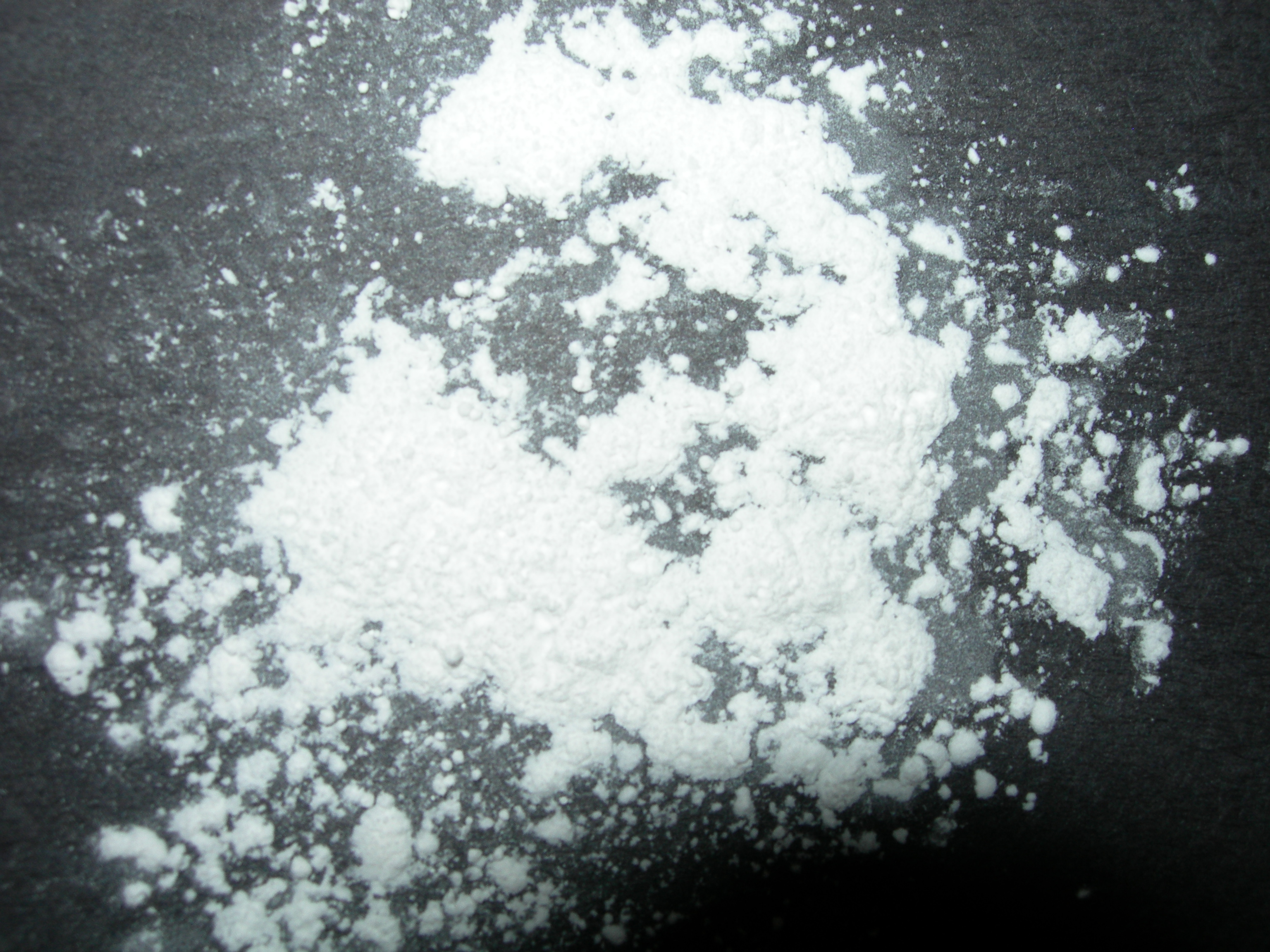
滑石粉

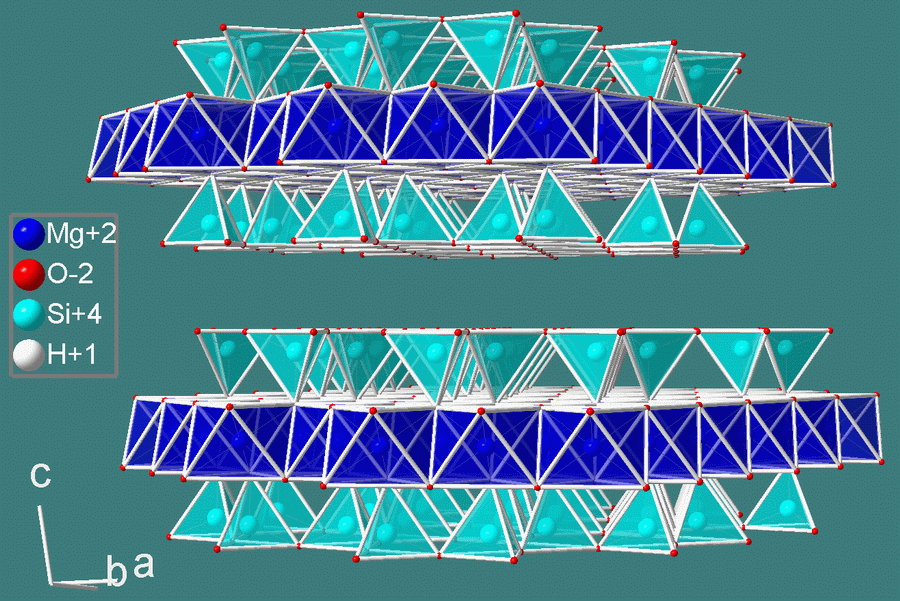
滑石的结构是由Si_{2}O_{5}片层组成，镁夹在八面体位置的片层之间。

滑石粉用于许多行业，包括造纸、塑料、油漆和涂料（例如用于金属铸模）、橡胶、食品、电缆、制药、化妆品和陶瓷。一种粗灰绿色的高滑石岩用于炉灶、水槽、配电盘等。由于其耐热、耐电和耐酸性，常用于实验室台面和配电盘的表面。
精细研磨的滑石粉可用作化妆品、润滑剂和造纸中的填料。它用于在制造过程中涂覆内胎和橡胶手套的内部，以防止表面粘连。滑石粉经过大量精炼，已用于婴儿爽身粉，这是一种用于预防尿布疹的收敛粉。美国儿科学会建议父母避免使用婴儿爽身粉，因为它会带来呼吸问题的风险，包括呼吸困难和吸入严重的肺损伤。颗粒的小尺寸使得在涂抹粉末时难以将它们保持在空气中。基于氧化锌的软膏是一种更安全的替代品。
滑石通常用作焊接或金属加工的标记。
滑石粉还用作食品添加剂或在医药产品中用作助流剂。在医学上，滑石粉用作胸膜固定剂，以防止复发性胸腔积液或气胸。在欧盟，E编码为E553b。
滑石粉可在白米加工中用作抛光阶段的抛光剂。
由于其低剪切强度，滑石是已知最古老的固体润滑剂之一。滑石在润滑油中作为减摩添加剂的用途也有限。
滑石粉广泛用于陶瓷工业的坯体和釉料。在低火的艺术品主体中，它赋予白度并增加热膨胀以抵抗龟裂。在炻器中，小比例的滑石粉用于使主体流动，从而提高强度和玻璃化。它是高温釉料中氧化镁助熔剂的来源（用于控制熔化温度）。它还用作陶器釉料中的消光剂，可用于在高温下产生氧化镁哑光。
使用硅酸镁作为水泥替代品的专利正在申请中。它的生产要求比普通硅酸盐水泥能耗低（滑石的加热要求约为650°C，而生产硅酸盐水泥的石灰石加热要求为1500°C），而它在硬化时吸收的二氧化碳要多得多。这导致总体碳足迹为负，因为每使用一吨水泥替代品可去除0.6吨CO2 。这与每吨传统水泥0.4吨的正碳足迹形成对比。
滑石粉用于生产广泛用于建筑内部的材料，例如墙壁涂料中的基础涂料。其他大量使用滑石粉的领域是有机农业、食品工业、化妆品以及婴儿爽身粉和洗衣粉等卫生用品。
滑石粉有时被用作非法海洛因的掺假剂，以扩大体积和重量，从而增加其市场价值。静脉注射可能会导致肺滑石症，这是一种肺部肉芽肿性炎症。

## 安全性
有人怀疑滑石粉的使用会导致某些类型的疾病，主要是卵巢癌和肺癌。根据IARC的规定，含有石棉的滑石粉被归为1类物质（对人类致癌），在会阴使用的滑石粉被分类为2B类（可能对人类致癌），不含石棉的滑石粉被分类为3类（对人类的致癌性无法分类）。英国癌症研究基金会和美国癌症协会的评论得出结论，一些研究发现了联系，但其他研究没有。
这些研究讨论了肺部问题、肺癌、和卵巢癌。其中一篇发表于1993年，是美国国家毒物计划的一份报告，该报告发现不含石棉样纤维的化妆品级滑石粉与被迫每天吸入滑石粉6小时、五天的大鼠的肿瘤形成相关至少113周。1971年的一篇论文发现，75%的卵巢肿瘤中嵌入了滑石颗粒。1995年和2000年发表的研究得出的结论是，滑石粉可能导致卵巢癌是合理的，但没有显示出确凿的证据。化妆品成分审查专家小组于2015年得出结论，滑石粉在目前化妆品中使用的浓度下是安全的。2018年，加拿大卫生部发出警告，建议不要吸入滑石粉或在女性会阴部位使用滑石粉。

### 工业级
美国职业安全与健康管理局和美国国家职业安全卫生研究所已将可吸入滑石粉的职业暴露限值设定为8小时工作日内2mg/m3。在1000mg/m3的水平下，吸入滑石粉被认为会立即危及生命和健康。

### 食品级
美国食品和药物管理局认为滑石粉（硅酸镁）通常被认为是安全的 (GRAS)，可以浓度小于2%在食盐中用作抗结块剂。

### 与石棉的关联
滑石的商业用途有一个特别问题是在地下矿床中经常与石棉矿石共存。石棉是不同类型的纤维状硅酸盐矿物的总称，因其耐热性能而在建筑中非常受欢迎。石棉有六个品种；制造业中最常见的品种白石棉属于蛇纹石族。蛇纹石矿物是层状硅酸盐；虽然不属于蛇纹石族，但滑石也是一种层状硅酸盐，两层由镁阳离子连接。滑石矿床经常与石棉同处一地，可能导致开采的滑石被白石棉污染，白石棉散布到空气中被吸入后会对健康造成严重威胁。自1976年以来严格的质量控制，包括将化妆品级和食品级滑石与工业级滑石分开，在很大程度上消除了这个问题，但它仍然是一个潜在的危害，需要在滑石的开采和加工中加以缓解。2010年美国FDA的一项调查未能在各种含滑石粉的产品中发现石棉。2018年路透社的一项调查称，制药公司强生几十年来就知道其婴儿爽身粉中含有石棉，并于2020年停止在美国和加拿大销售其婴儿爽身粉。有人呼吁强生公司的最大股东迫使该公司终止婴儿爽身粉的全球销售，并聘请一家独立公司进行种族公正审计，因为它已向非裔美国人和超重女性销售。2022年8月11日，该公司宣布将在2023年之前停止生产滑石粉，并用玉米淀粉代替。该公司表示，滑石粉使用安全，不含石棉。